# رائول سیم
رائول سیم (استونیایی: Raul Siem؛ زادهٔ ۵ ژوئن ۱۹۷۳) سیاست‌مدار اهل استونی است. وی از آوریل ۲۰۲۰ تا ژانویه ۲۰۲۱ وزیر تجارت خارجی و فناوری اطلاعات استونی بوده.